# Nucleophaga ranarum
Nucleophaga ranarum är en svampart som beskrevs av Lavier 1935. Nucleophaga ranarum ingår i släktet Nucleophaga och familjen Olpidiaceae.   Inga underarter finns listade i Catalogue of Life.